# کالینیکوس (شاهزاده کوماژن)
کالینیکوس ( یونانی: Кαλλίνικος؛ انگلیسی: Callinicus) نجیب‌زاده ارمنی‌-یونانی-مادی‌تبار اهل پادشاهی کوماژن بود که در سده اول میلادی می‌زیست.